# Euxoa teplia
Euxoa teplia är en fjärilsart som beskrevs av Smith 1910. Euxoa teplia ingår i släktet Euxoa och familjen nattflyn. Inga underarter finns listade i Catalogue of Life.